# الف باتومن
الیف باتومن (زاده ۱۹۷۷) نویسنده، استاد دانشگاه و روزنامه‌نگار آمریکایی است. او تا کنون دو کتاب نوشته است: زندگی‌نگاره‌ای به نام جن‌زدگان، و رمانی به نام ابله که در سال ۲۰۱۸ جزو فینالیست‌های جایزه ادبیات داستانی پولیتزر بود. باتومان یکی از نویسندگان ثابت مجله نیویورکر است.

## کودکی و جوانی
الیف باتومن در نیویورک و از پدر و مادری ترک متولد و در نیوجرسی بزرگ شد. او پس از فارغ‌التحصیل شدن از کالج هاروارد، دکترای خود را در رشته ادبیات تطبیقی از دانشگاه استنفورد دریافت کرد. باتومن در دوران تحصیلات تکمیلی، زبان ازبکی را در شهر سمرقند فراگرفت.

## کارنامه حرفه‌ای
در فوریه ۲۰۱۰، باتومن اولین کتاب خود را با نام جن‌زدگان: ماجراجویی با کتاب‌های روسی و کسانی که آنها را می‌خوانند منتشر کرد. این کتاب بر اساس مطالبی که باتومن پیش از آن در نیویورکر، مجله هارپر و N+1 منتشر کرده بود نوشته شد و تجربیات او به عنوان دانشجوی ادبیات تطبیقی در دانشگاه استنفورد را شرح می‌دهد.
رمان باتومن با نام ابله تا حدی مبتنی بر تجریبات خود او از حضور در دانشگاه هاروارد در اواسط دهه ۱۹۹۰ و تدریس انگلیسی در مجارستان در تابستان ۱۹۹۶ است. این رمان یکی از فینالیست‌های جایزه پولیتزر برای داستان در سال ۲۰۱۸ بود.
باتومن از سال ۲۰۱۰ تا ۲۰۱۳، نویسنده مقیم دانشگاه کوچ در استانبول بود. او اکنون ساکن نیویورک است.
مقاله سال ۲۰۱۷ باتومان در نیویورکر درباره صنعت اجاره خانواده در ژاپن، جایزه ملی مجلات در آمریکا را از آن خود کرد. در سال ۲۰۲۱، پس از انجام تحقیقاتی مشخص شد که سه نفر از افرادی که در این مقاله بدان‌ها پرداخته شده، اظهارات غلطی به باتومان و راستی‌آزمایان مجله گفته‌اند و نیویورکر جایزه را پس فرستاد.

## تاثیرپذیری‌ها
ادبیات روسی در آثار باتومان نقش برجسته‌ای دارد. باتومن می‌گوید که علاقه وسواسی او به ادبیات روسی زمانی شروع شد که در دبیرستان، کتاب مجمع الجزایر گولاگ نوشته الکساندر سولژنیتسین را خواند. هر دو کتاب او یعنی جن‌زدگان و ابله، ادای احترامی به نویسنده روسی محبوب باتومان، فئودور داستایوسکی هستند.